# Recording Industry of South Africa
La Recording Industry of South Africa (RISA) representa los intereses de los principales sellos discográficos independientes de Sudáfrica. Hay aproximadamente 1,000 miembros, incluidos los cuatro grandes sellos discográficos, Sony Music, Universal Music, EMI y Warner (parte de Gallo Warner en Sudáfrica).
Con sede en Johannesburgo, RISA es responsable de la ejecución de los South African Music Awards (los premios SAMA).
RISA también es responsable de reconocer los premios de estatus por las ventas de álbumes. En el mercado de Sudáfrica, el oro representa ventas de 15,000 unidades, mientras que el platino representa ventas de 30,000 unidades.
En septiembre de 2021, RISA lanzó The Official South African Charts (TOSAC), que incluye una lista de streaming de los top 100 locales y una lista combinada de los top 100 en streaming locales e internacionales.